# Béatrice et Bénédict

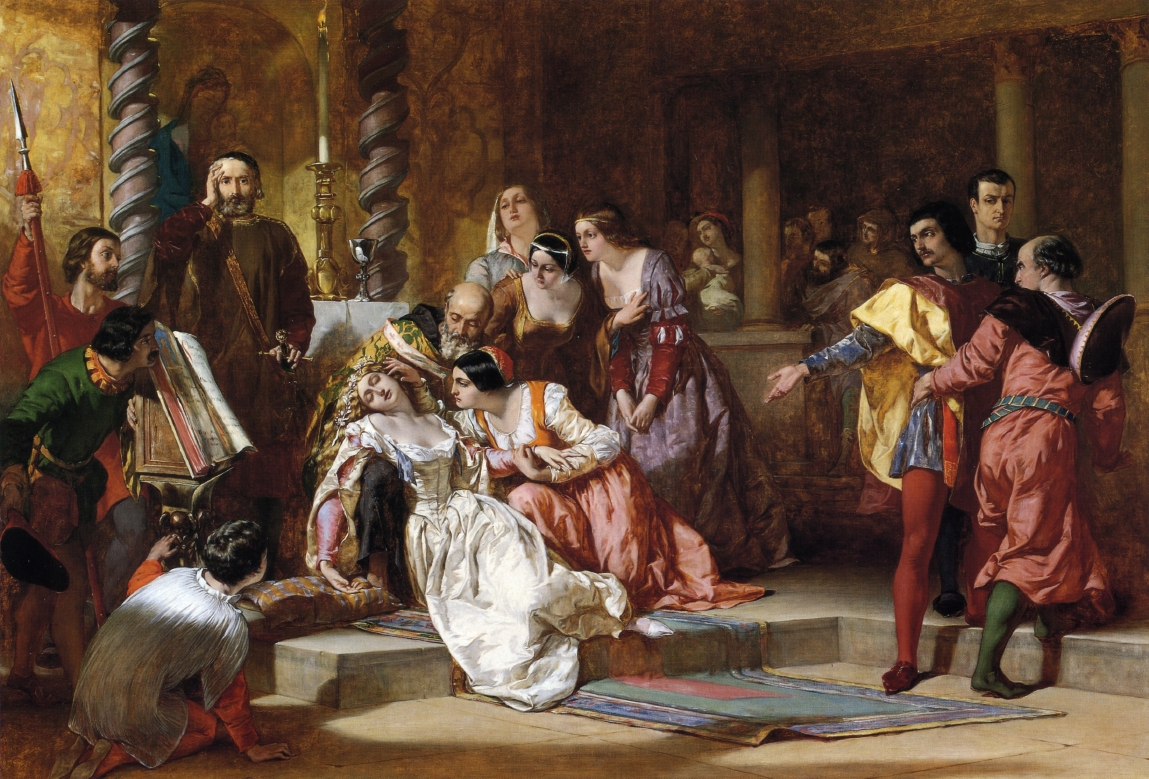
Much ado about nothing di Alfred W.Elmore

Béatrice et Bénédict (Beatrice and Benedick) è un'opéra comique in due atti di Hector Berlioz. Berlioz scrisse lui stesso il libretto francese, basato strettamente su Molto rumore per nulla di Shakespeare.
Berlioz era interessato a mettere in scena la commedia di Shakespeare fin dal suo ritorno dall'Italia nel 1833, ma compose la musica di Béatrice et Bénédict solo dopo aver completato Les Troyens nel 1858.
L'opera fu eseguita per la prima volta al Theater der Stadt, Baden-Baden il 9 agosto 1862. Berlioz diresse le prime due produzioni di una versione tedesca a Weimar nel 1863, dove, come scrisse nelle sue memorie, egli fu "travolto da ogni sorta di cortese attenzione."
È la prima versione degna di nota della commedia di Shakespeare in forma di opera lirica, e fu seguita dalle opere fra gli altri di Árpád Doppler, Paul Puget e Reynaldo Hahn.
Il biografo di Berlioz David Cairns ha scritto: "Ascoltando l'allegria esuberante della partitura, solo a tratti toccata da malinconia, non si potrebbe mai immaginare che il suo autore stesse soffrendo quando la scrisse e fosse impaziente di morire".

## Storia delle esecuzioni
In una lettera al figlio Luigi Berlioz descrisse la prima di Béatrice et Bénédict come un "grande successo"; era stato particolarmente colpito dall'esecuzione di Charton-Demeur (che avrebbe creato il ruolo di Didone nei Troiani, a Parigi un anno dopo) e rilevò che il duo che chiude la prima metà suscitò un 'impatto sorprendente'.
Anche se ha continuato ad essere messo in scena occasionalmente in città tedesche negli anni dopo la première, la prima esecuzione in Francia ebbe luogo solo il 5 giugno 1890 al Théâtre de l'Odéon, promossa dalla Société des Grandes auditions Musicales de France, diretta da Charles Lamoureux e con Juliette Bilbao-Vauchelet e Émile Engel nei ruoli principali.
Paul Bastide diresse una notevole produzione di Béatrice et Bénédict a Strasburgo alla fine del 1940. Fu prodotta presso il Paris Opéra-Comique nel 1966 diretta da Pierre Dervaux, ma con recitativi di Tony Aubin, e nel febbraio 2010 sotto Emmanuel Krivine.
La prima nel Regno Unito è stata il 24 marzo 1936 a Glasgow sotto Erik Chisholm. L'English National Opera fece una produzione il 25 gennaio del 1990, con moglie e marito Ann Murray e Philip Langridge nei ruoli principali.
Anche se piuttosto raramente eseguita e non compresa nel repertorio operistico di serie, produzioni recenti hanno incluso Amsterdam e un tour con la Welsh National Opera nel 2001, il Teatro dell'Opera di Praga (Státní opera Praha) nel 2003, Opera di Santa Fe nel 2004, Strasburgo nel 2005, Lyric Opera di Chicago nel 2007, Houston Grand Opera nel 2008 (in inglese), Opera di Boston nel 2011, Theater an der Wien nel 2013, .la prima produzione svedese dell'opera al castello Läckö nel 2015 e l'Opera di Seattle nel 2018 (in inglese).La prima esecuzione italiana in forma scenica ha avuto luogo al Teatro Carlo Felice nell'ottobre del 2022.

## Musica

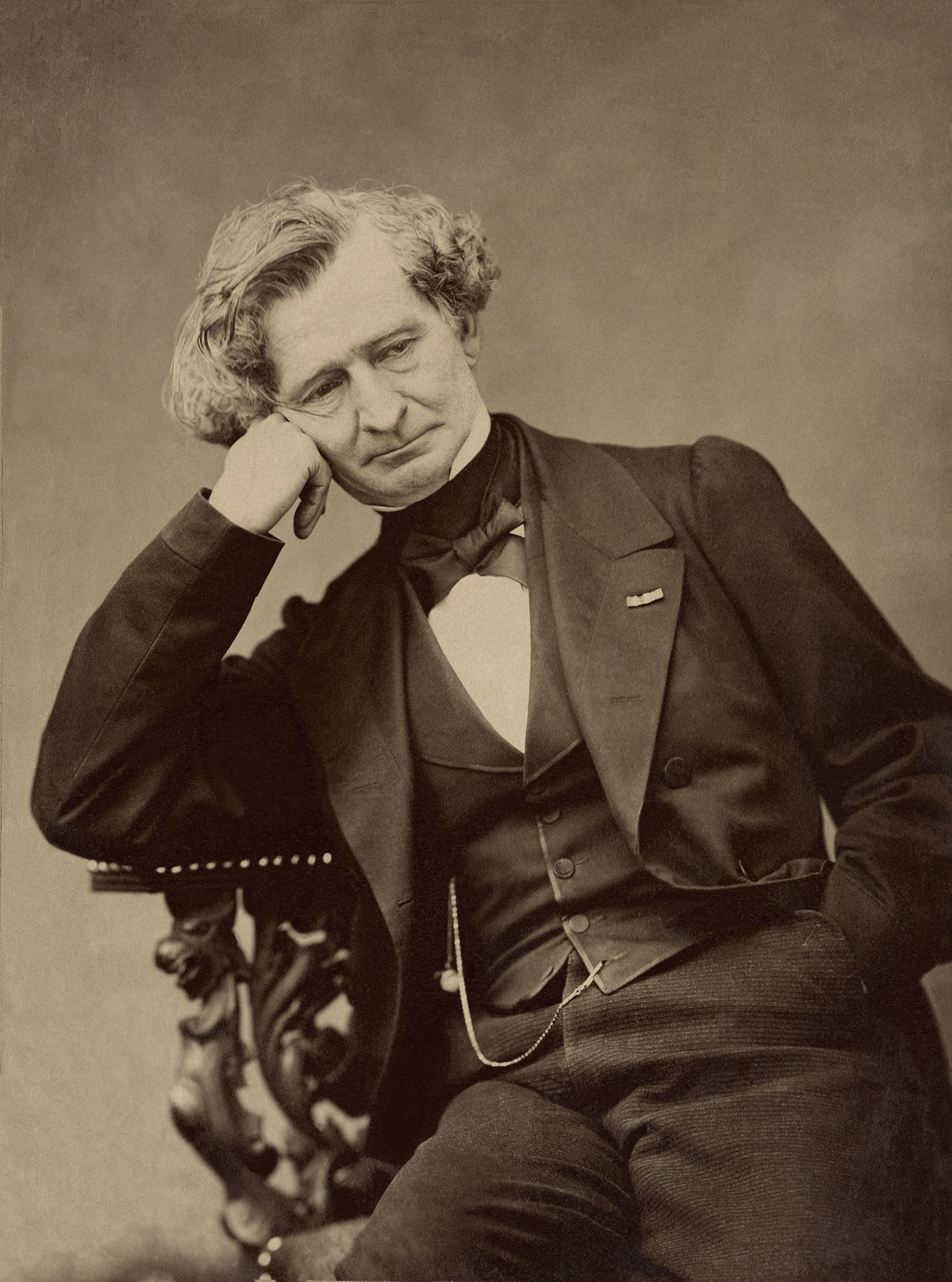
Hector Berlioz

L'ouverture (a volte eseguita e incisa come brano a sé stante) allude a varie parti della partitura senza diventare un potpourri. L'opera si apre con un coro di gioia e una Siciliana. Héro ha un'aria in due parti in cui guarda speranzosa al ritorno del suo amore, Claudio. Nel prossimo numero musicale, un duetto, inizia il battibecco tra Beatrice e Bénédict. Un trio Allegretto di un "umorismo complice" per Don Pedro, Claudio e Bénédict, vede quest'ultimo esporre le sue opinioni sul matrimonio che gli altri commentano. Dopo che Somarone ha provato la sua Epithalame grotesque (una fuga corale sull'amore), un rondò veloce di Bénédict rivela che egli è caduto in trappola e cercherà di essere innamorato. L'atto si conclude con un notturno per Héro e Ursula, un duo lento in 6/8 che W J Turner ha descritto come "una meraviglia di indescrivibile bellezza lirica" e che Grove paragona a 'Nuit d'ivresse' in Les Troyens.
Il secondo atto si apre con una canzone sul bere di Somarone e coro con la chitarra e il tamburello in primo piano. Quindi, in un'aria estesa attraverso un ampio arco melodico, Béatrice riconosce che anche lei è impotente contro l'amore e nel seguente trio (aggiunto dopo la prima) Héro ed Ursula si uniscono a lei per esaltare le gioie del matrimonio. C'è quindi una marcia nuziale e l'opera si conclude con un duetto brillante marcato scherzo-duettino per i protagonisti la cui "brillantezza ed allegria" terminano la commedia perfettamente.

### Brani solistici
Atto I:
- Héro: Je vais le voir
- Duetto Béatrice e Bénédict: Comment le dédain pourrait-il mourir?
- Bénédict: Ah! Je vais l'aimer
- Duetto Héro ed Ursule: Vous soupirez, madame?

Atto II:
- Somarone e coro: Le vin de Syracuse
- Béatrice: Dieu! que viens-je d'entendre?
- Trio Béatrice, Héro e Ursule: Je vais d'un cœur aimant
- Duetto Béatrice e Bénédict: L'amour est un flambeau

### Organico strumentazione
Legni: 2 flauti, (uno con un ottavino), 2 oboi 2 clarinetti in la, 2 fagotti
Ottoni: 4 corni, 2 trombe, 1 tromba a pistone, 3 tromboni
Percussioni: timpani, tamburello, glassarmonica
Archi: archi, chitarra

## Ruoli

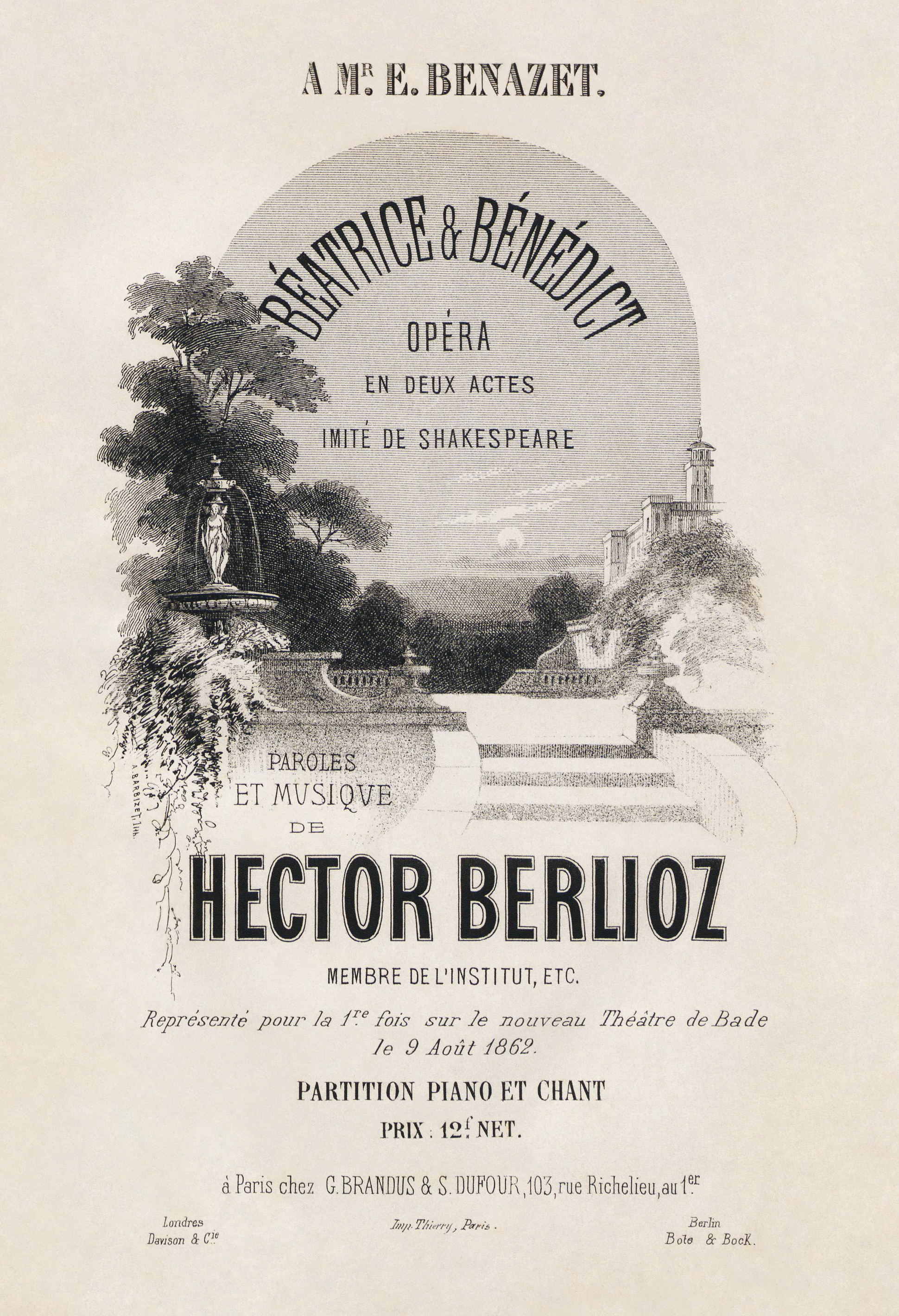
Frontespizio della prima edizione per canto e pianoforte, con l'illustrazione di A. Barbizet.

| Ruolo                                                          | Tipo voce | Cast della prima, 9 agosto 1862 (Direttore: Hector Berlioz) | Foto |
| -------------------------------------------------------------- | --------- | ----------------------------------------------------------- | ---- |
| Héro, figlia di Léonato                                        | soprano   | Monrose                                                     |      |
| Beatrice, nipote di Léonato                                    | soprano   | Anne-Arsène Charton-Demeur                                  |      |
| Bénédict, Ufficiale Siciliano, amico di Claudio                | tenore    | Achille-Félix Montaubry                                     |      |
| Don Pedro, Generale Siciliano                                  | basso     | Mathieu-Émile Balanqué                                      |      |
| Claudio, aiutante di campo del generale                        | baritono  | Bernard Lefort                                              |      |
| Somarone, un maestro di musica                                 | basso     | Victor Prilleux                                             |      |
| Ursula, Dama di compagnia di Héro                              | contralto | Coralie Geoffroy                                            |      |
| Léonato, Governatore di Messina                                | parlato   | Guerrin                                                     |      |
| Un messaggero                                                  | parlato   |                                                             |      |
| Un notaio                                                      | parlato   |                                                             |      |
| Popolo siciliano, Signori, Madame, Musicisti, Fanciulle - Coro |           |                                                             |      |

## Trama
Luogo: Messina, Sicilia.
Periodo: Il XVI secolo.

### Atto 1
Don Pedro, principe di Aragona, sta visitando Messina dopo una vittoria militare di successo contro i Mori, che viene acclamata da tutta la Sicilia. Egli è affiancato da due amici e compagni d'armi, Claudio e Bénédict. Essi vengono accolti da Leonato, governatore di Messina, insieme a sua figlia, Héro e la nipote Béatrice.
Héro attende il ritorno del suo fidanzato, Claudio, illeso e premiato per il suo valore. Béatrice fa domande su questo e deride Bénédict. Essi si scambiano insulti, come hanno fatto in precedenti incontri, e si prendono in giro l'un l'altro. Bénédict giura ai suoi amici che lui non potrà mai sposarsi. Più tardi, Claudio e Pedro tramano per trascinare Bénédict a sposare Béatrice per burla. Sapendo che sta ascoltando, Leonato assicura Pedro che Beatrice ama Bénédict. Sentendo questo, Bénédict decide che l'amore di Béatrice deve essere corrisposto e così decide di corteggiarla. Nel frattempo, altrove, Héro e la sua assistente, Ursula, riescono a fare uno scherzo simile a Béatrice che ora crede che Bénédict sia segretamente innamorato di lei.

### Atto 2
Per celebrare le nozze in attesa di Claudio e Hero, Leonato organizza un ballo in maschera. Un insegnante di musica locale, Somarone, guida il gruppo nel canto e tutti gioiscono tranne Béatrice che si rende conto di essere innamorata di Bénédict. Con Hero e Ursula canta la felicità di una sposa in procinto di sposarsi. Mentre si gira per andarsene incontra Bénédict ed avviene uno scambio di battute in cui entrambi tentano di nascondere il loro amore l'una per l'altro. Un notaio ufficializza il matrimonio di Claudio ed Hero e, come predisposto da Leonato, estrae un secondo contratto, chiedendo ad un altro paio di giovani di farsi avanti. Bénédict trova il coraggio di dichiarare il suo amore a Beatrice; i due firmano il contratto di matrimonio e l'Opera si conclude con le parole "oggi una tregua è firmata, saremo nemici di nuovo domani".

## Edizioni
Ci sono diverse registrazioni dell'opera. L'Ouverture che richiama diversi passaggi dell'Opera, senza diventare un pot-pourri, viene eseguita anche da sola come un concerto ed è anche stata registrata molte volte.
- 1962 – London Symphony Orchestra conducted by Colin Davis, Hector Berlioz, Beatrice and Benedict, L'Oiseau-lyre SOL 256-7, Josephine Veasey (Béatrice), John Mitchinson (Bénédict), April Cantelo (Héro), Helen Watts (Ursule), John Cameron (Claudio), John Shirley-Quirk (Don Pedro), Eric Shilling (Somarone)
- 1977 – London Symphony Orchestra conducted by Colin Davis, Hector Berlioz, Beatrice and Benedict, Philips 6700 121, Janet Baker (Béatrice), Robert Tear (Bénédict), Christiane Eda-Pierre (Héro), Helen Watts (Ursule), Thomas Allen (Claudio), Robert Lloyd (Don Pedro), Jules Bastin (Somarone)
- 1981 – Orchestre de Paris conducted by Daniel Barenboim, Hector Berlioz, Beatrice and Benedict, Deutsche Grammophon 2707 130, Yvonne Minton (Béatrice), Plácido Domingo (Bénédict), Ileana Cotrubaș (Héro), Nadine Denize (Ursule), Dietrich Fischer-Dieskau (Claudio), Roger Soyer (Don Pédro), John Macurdy (Somarone)
- 1991 – Lyon Opera Orchestra and Chorus, John Nelson (conductor), Hector Berlioz, Beatrice and Benedict, Erato 2292-45773, Susan Graham (Béatrice), Jean-Luc Viala (Bénédict), Sylvia McNair (Héro), Catherine Robbin (Ursule), Gilles Cachemaille (Claudio), Vincent Le Texier (Don Pedro), Gabriel Bacquier (Somarone)
- 2000 – London Symphony Orchestra conducted by Colin Davis, Hector Berlioz, Beatrice and Benedict, LSO Live, Enkelejda Shkosa (Béatrice), Kenneth Tarver (Bénédict), Susan Gritton (Héro), Sara Mingardo (Ursule), Laurent Naouri (Claudio), Dean Robinson (Don Pedro), David Wilson-Johnson (Somarone)